# 瓦巴索 (佛羅里達州)
瓦巴索（英語：Wabasso）是位於美國佛羅里達州印第安河縣的一個人口普查指定地區。

## 地理
瓦巴索的座標為27°44′48″N 80°26′06″W / 27.74667°N 80.43500°W，而該地最高點為海拔高度4米（即13英尺）。

## 人口
根據2010年美國人口普查的數據，瓦巴索的面積為6.30平方千米，當中陸地面積為6.30平方千米，而水域面積為0.00平方千米。當地共有人口609人，而人口密度為每平方千米96人。